# Dieter Schumacher
Rolf-Dieter Schumacher (* 21. August 1947) ist ein ehemaliger deutscher Fußballspieler.

## Karriere
Dieter Schumacher kam 1969 zum TSV 1860 München in die Bundesliga und absolvierte für die Löwen 13 Spiele im Oberhaus des deutschen Fußballs. Des Weiteren stand er auf dem Platz, als die Münchner in der ersten Runde des DFB-Pokals 1969/70 gegen Kickers Offenbach ausschieden. Nach der Saison wechselte er nach Belgien zum KFC Diest.